# Zhou Ting
Zhou Ting (周挺S, Zhōu TǐngP; Dalian, 5 febbraio 1979) è un calciatore cinese, difensore del Dalian Jinshiwan.

## Palmarès

### Club

#### Competizioni nazionali
- Campionato cinese: 1

Beijing Guoan: 2009